# Stefan Kruckenhauser

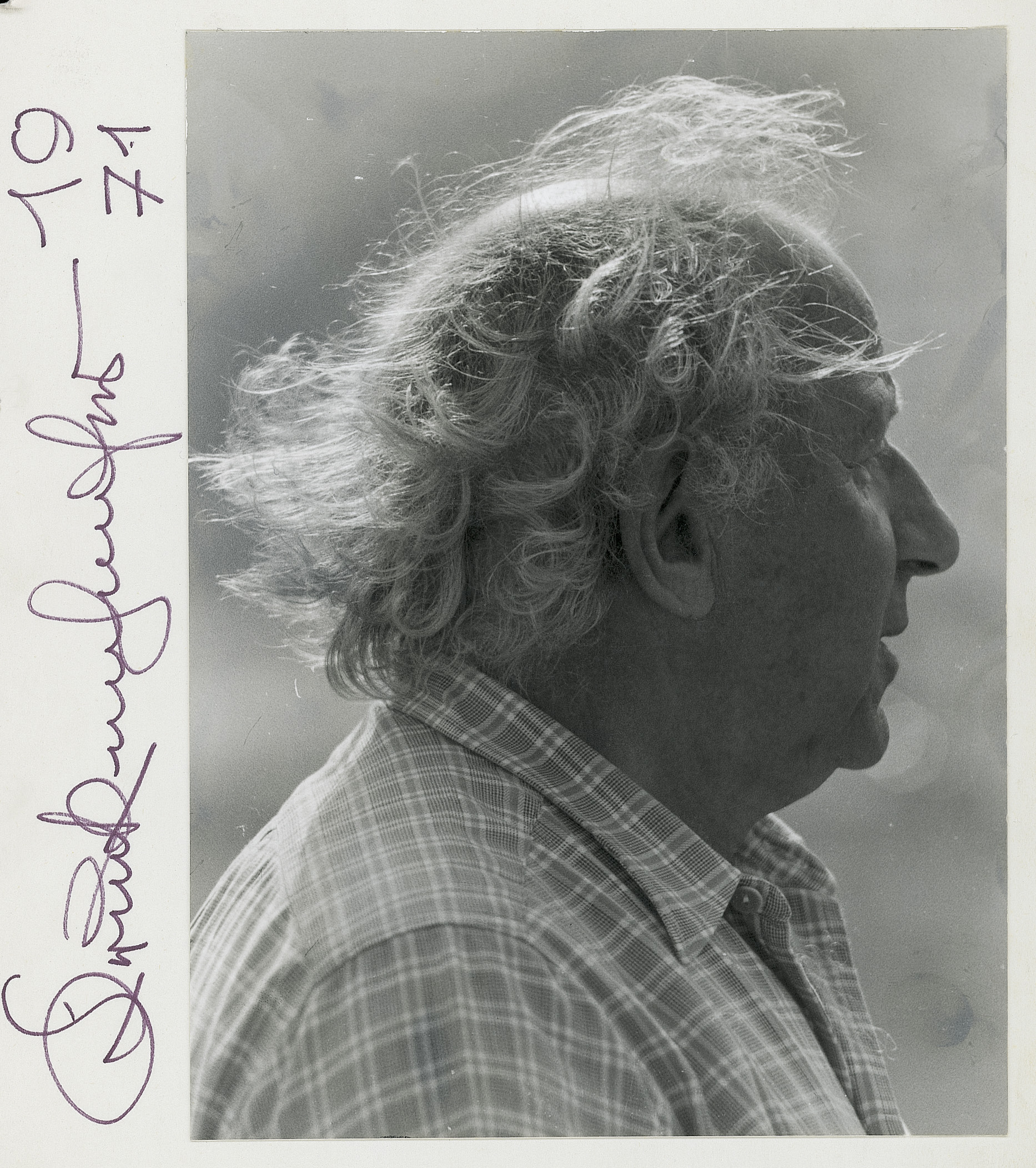
Porträt von Stefan Kruckenhauser, von ihm signiert. Aufgenommen von Kurt Kaindl

Stefan Kruckenhauser (* 4. November 1905 in München; † 2. Oktober 1988 in Wien) war ein Skipionier und gilt als „Vater“ des Wedelns. Außerdem gilt er auch als Protagonist der Kleinbild-Fotografie.

## Biographie
In Kruckenhausers Leben sind das Skifahren und die Fotografie eng verbunden. Während seiner Ausbildung zum Sportlehrer in Wien, arbeitete er auch als Postkarten-Fotograf und konnte so sein Studium in den Zeiten der Wirtschaftskrise finanzieren. 1934 wird Kruckenhauser mit 29 Jahren zum Leiter des Bundessportheims in St. Christoph bestellt. Am 1. März 1939 beantragte er die Aufnahme in die NSDAP und wurde zum 1. Januar 1940 aufgenommen (Mitgliedsnummer 7.883.709). Ab 1946 organisierte er den Neuaufbau der österreichischen Staatlichen Skilehrerausbildung in der Tradition von Hannes Schneider und Toni Seelos. Seine ersten dramatischen Skifotos entstanden Mitte der 1930er Jahre in St. Anton am Arlberg. Bereits 1937 publizierte er sein erstes Buch „Du schöner Winter in Tirol“, das sowohl romantische als auch spektakuläre Winterbilder aus dem Hochgebirge zeigte. Als Pionier der Kleinbildfotografie, erreichte er seine besonderen Perspektiven und dramatischen Ansichten vor allem durch die Verwendung von Teleobjektiven. Das Interesse an technischen Innovationen behielt er bis an sein Lebensende.
Als „Vater des Wedelns“ ging der weltbekannte Skilehrer in die Sportgeschichte ein. Beim 3. Interski-Kongress 1953 in Davos stellte er der internationalen Fachwelt seine Fahr- und Lehrweise vor. Er provozierte vor allem die französischen Skilehrer, indem er die Rotation beim Schwung ablehnte und seine Demonstratoren mit geringsten Körperbewegungen und geschlossenen Beinen Kurzschwingen ließ. Danach trat dieser Kurzschwung, das „Wedeln“, seinen Siegeszug um die Welt an. Sein Skilehrplan von 1956 erreichte eine Auflage von 115.000 Exemplaren. Übersetzungen ins Englische, Französische, Holländische, Italienische und Japanische waren Grundlage für die Popularität der neuen Methode. „Ein Bild – tausend Worte“ lautete „Kruck“s Devise. Montagen von Serienbildern, künstlerisch gestaltete Skilehrfilme und Bildbände veranschaulichten die Ideen des österreichischen „Skipapstes“.
Gegen Ende seiner fotografischen Karriere, publizierte er 1971 einen neuen „Österreichischen Skilehrplan“ und verwendete dabei Kopien einzelner Kader der Filmkamera, um detailgenaue Bewegungsstudien des Skifahrens zu zeigen.
Begraben liegt er am Salzburger Kommunalfriedhof. Zum Andenken wurde in Salzburg, wo er auch einige Jahre lebte, eine Gedenktafel am Mönchsberg angebracht.

## Berufliche Laufbahn
- ab 1925 Turnlehrerausbildung in Wien
- 1929 bis 1934 Lehrtätigkeit in Salzburg
- 1934 bis 1938 Leiter des Bundessportheims St. Christoph
- 1938/1939 bis 1942 Lehrtätigkeit in Bregenz
- 1942 bis 1945 Bildberichterstatter im Zweiten Weltkrieg
- 1946 bis 1972 Leiter der österreichischen Skilehrerausbildung und des Bundessportheims St. Christoph
- 1959 bis 1968 Präsident Interski
- um 1973 Sommer-Fotokurse für Lehrer mit Franz Hoppichler im Bundessportheim (Kleinbild schwarz/weiß, Vergrößern)

## Werke
Kruckenhauser gilt als Meister der klassischen Schwarz-Weiß-Fotografie. Seine dynamischen Bilder bestechen durch eindrucksvolle Licht-Schatten-Kontraste und einen spektakulären Umgang mit Raum und Perspektive. Er fühlte sich zur Gestaltung von Büchern hingezogen und veröffentlichte vor dem Zweiten Weltkrieg einige, teils auflagenstarke Fotobände:
- 1937 „Du schöner Winter in Tirol“
- 1938 „Das Bergbild mit der Leica“
- 1938–1964 „Verborgene Schönheit“ (7 Auflagen)
- 1938 „Altdeutsche Bildschnitzer der Ostmark“
- 1941 „Das Meisterwerk von Kefermarkt“

In der Nachkriegszeit entstehen drei Hauptwerke:
- 1952 „Ein Dorf wird“
- 1956 „Österreichischer Ski-Lehrplan“
- 1971 „Österreichischer Ski-Lehrplan“

### Monographie
- Stefan Kruckenhauser: In weiten Linien... Das fotografische Lebenswerk. herausgegeben von Kurt Kaindl. Edition Fotohof, Otto Müller Verlag, Salzburg 2003, ISBN 3-7013-1077-7.